# 禹河览
禹河览（韩语： Woo Haram，1998年3月21日—），韩国男子跳水运动员，2014年亚洲运动会男子双人10米跳台银牌得主、男子1米跳板、男子10米跳台和男子双人3米跳板铜牌得主、2018年亚洲运动会男子双人3米跳板和男子双人10米跳台银牌得主、男子1米跳板和男子10米跳台铜牌得主、2022年亚洲运动会男子双人3米跳板银牌得主和男子1米跳板铜牌得主。